# 2021年興達發電廠停機事故
2021年興達發電廠停機事故，或稱513停電事故、513全臺大停電，是發生於2021年5月13日的停電事件。第一次起因為高雄市路竹區路北超高壓變電所工作人員於驗收設備時，因誤操作不正確的隔離開關，造成輸電設備匯流排產生接地故障事故，導致電壓驟降，進而造成興達發電廠四部燃煤機組跳機損失供電量約220萬瓩，導致頻率驟降，電網自動保護機制啟動導致部分用戶停電。而後台灣電力公司評估短時間內無法立即復電，為維繫電力系統安全穩定，自下午3時起執行緊急分區輪流停電，於晚間8點恢復。相較於815大停電，此次受影響人數略少但時間範圍更長。
5月17日發生另一次停電，亦稱為517停電事故、517全臺大停電，起因是興達電廠一號機因燃燒器管理系統控制模組故障，所有粉媒機跳脫，機組隨即於12時54分跳機，供電瞬時減少50萬瓩，而導致停電。經濟部認為此次停電係因氣候異常、居家辦公用電增加、水情不佳及大修機組未歸隊諸多因素疊加造成供電事故。

## 事故起因
高雄市路竹區路北超高壓變電所配合興達發電廠新機組未來輸送電力所需，進行輸電線路容量擴充提升工程，日前已完成設備安裝。2021年5月13日變電所進行加入系統前的竣工檢查與測試。14時37分，進行測試時，操作人員原應開啟編號3542隔離開關，因誤操作編號3541隔離開關，造成輸電設備匯流排產生接地故障事故。導致電網電壓驟降，進而造成興達發電廠4部機組跳機，損失供電量約220萬瓩，導致頻率驟降，為維持電網穩定，電力系統在第一時間自動啟動低頻卸載，造成部分用戶因此停電。因燃煤機組從升載到併聯需要較長時間、事故發生時間正值下午太陽能發電發電量因日落逐漸減少、水情不佳影響水力發電與抽蓄水力發電。台電評估短時間內無法立即復電，為維護電力系統安全，決定下午3時到晚間8時，針對部分用戶執行緊急分區輪流停電，每輪限電時間50分鐘。

## 應對措施
2021年5月13日14時37分，興達電廠因事故全廠停機，目前系統供電能力不足，預計5月13日15時開始緊急分區輪流停電。民眾可電話洽1911或台電官網，查詢電力調度。——台灣電力公司
興達發電廠在無預警停機不久，臺灣電力公司於15時5分許透過手機簡訊緊急發出停電通知，自同日15時開始C、D組緊急分區停電，全臺灣C、D組皆受影響，同時臺灣電力公司開始搶修；時任臺南市市長黃偉哲也呼籲臺南市市民暫時不要搭電梯，並保存電腦資料，因修復進度超前，提早到20時全面復電，實施分區停電時長共計五小時，實施六輪。

## 影響

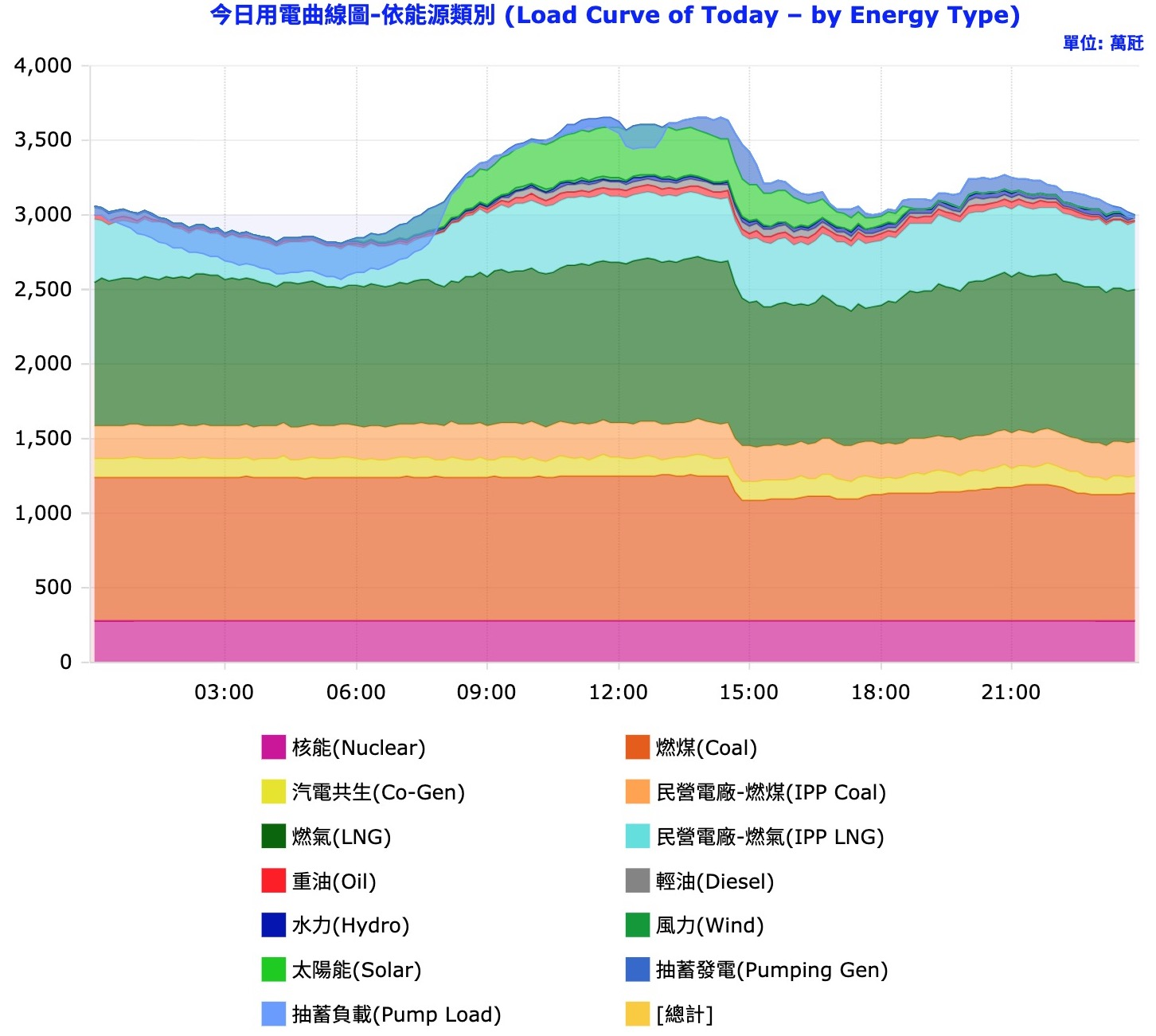
513當日台灣用電能源別曲線，可見停電當時燃煤發電量急劇下跌，其餘發電方式不受影響

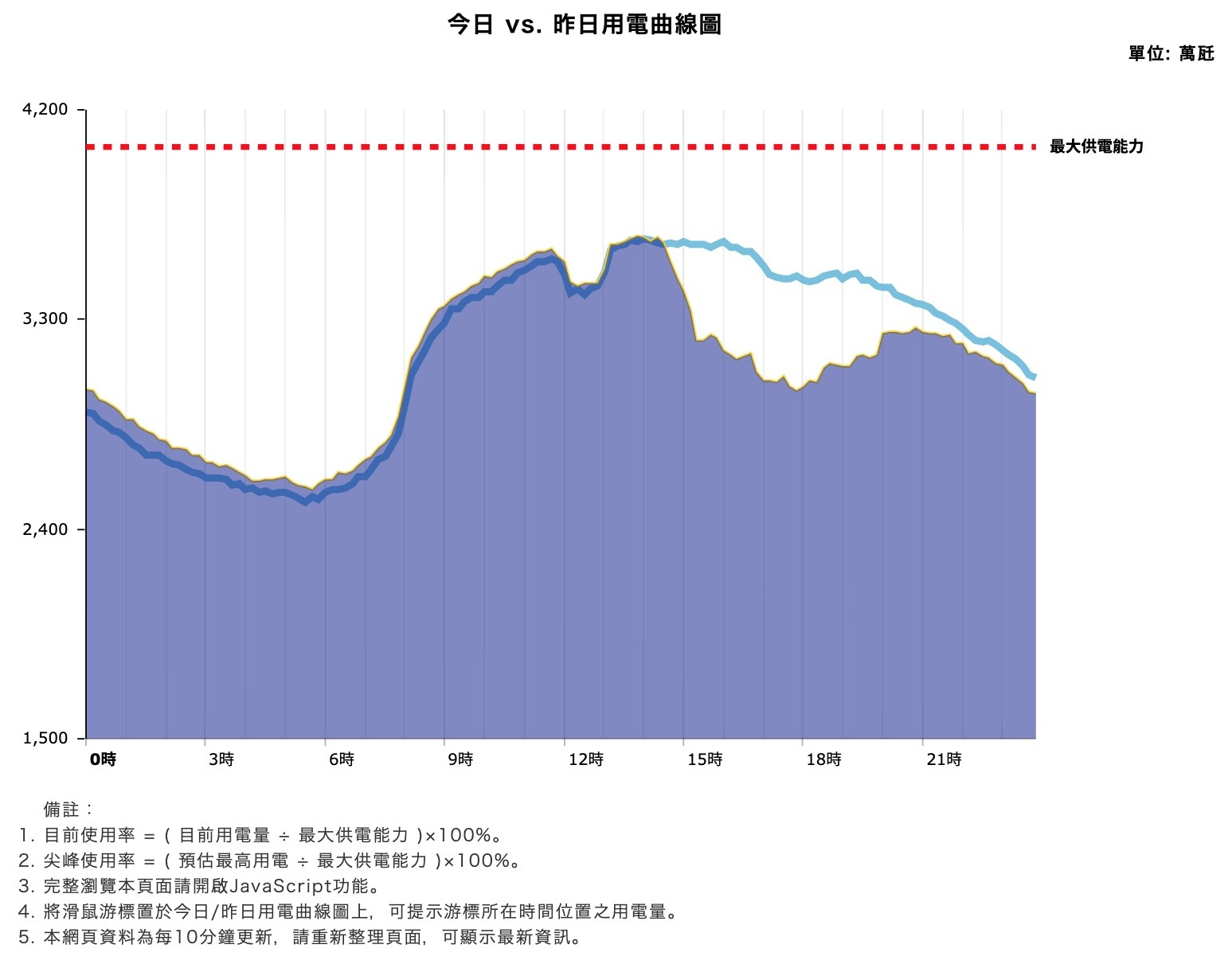
513當日與前日正常情況的全台用電量差異

此次停機事故導致臺灣電力公司於同日15時起，執行緊急分區C、D輪流停電。此次停電也導致部分網站出現不能造訪的情況，記者會中的「國家衛生指揮中心中央流行疫情指揮中心」也受到波及，約1,010萬戶因發電廠停機事故影響導致停電，也導致多起電梯受困案件；多處自來水加壓站電壓不足，導致新北市的樹林區、板橋區、新莊區、桃園市大溪區、新竹縣寶山鄉的部分地區停水或減壓供水。交通部分，停電期間全台有多處紅綠燈失效，造成交通混亂，後續分區停電期間，主要交通要道節點則仰賴交通警察和義交維持秩序，然而，因為沒號誌間接導致臺中發生了兩輛普通重型機車對撞的車禍，造成民眾傷亡並有發電機故障等小規模損失。事故當晚經濟部長王美花與台電召開記者會向全國大眾鞠躬致歉，並表示興達電廠燃煤機組提早併聯，晚間8時將全部恢復供電。總統蔡英文也於當晚7點的敞廳談話向全國民眾說明政府疫情因應整備措施前，解釋此電網事故並表達歉意；此次停電使臺灣電力公司必須賠償新臺幣4.7億，並對受影響用戶的下期電費提供5%的折扣，台電董事長楊偉甫也向經濟部長提出自請處分。
中華職棒統一獅對上味全龍之比賽，賽前因台南球場停電而延誤二十分鐘開打，但在比賽進行至一局下半時，球場再度停電。經聯盟與兩隊領隊討論後，決議延賽(由於未打滿一局，故前面比賽沒收)，聯盟未及時做出延賽決定也遭到批評。

## 517停電
5月17日12時54分，一號機因鍋爐燃燒器控制系統故障而跳機，造成55萬瓩的損失。雖然同日14時25分時完成測試與故障排除並於14時29分點火重新升載併聯發電，但入夜後發電量還是不足，一度由水力發電支援，但水情嚴峻無法長時間支援，在當日晚間8時水力發電抽蓄機組用水耗盡，許多地區發生無預警跳電。
2021年5月17日20時10分因負載突升，供電能力不足，5月17日20時50分執行緊急分區輪流停電，勿搭電梯，電1911或台電官網查詢。——台灣電力公司
因修復後發電機組功率完全恢復需6小時，臺灣電力公司於晚間再發出停電通知，20時50分緊急分區停電，影響約66萬戶，本次輪流供電時長50分鐘。但是在公告停電開始前，因用電負載過高導致部分區域無預警停電，包含臺東縣金峰鄉嘉蘭村，當地有居民看電視看到一半無預警停電；無預警停電又導致30餘起電梯受困事件。
事故發生後，臺電董事長開記者會道歉，並承諾檢討備轉容量機制。

## 各方言論
事故發生後，有民眾表示事件是缺電引起，此時正值核四存廢與藻礁天然氣接收站爭議，前總統馬英九表示要支持「核四商轉公投」，將封存的核四重啟，提供持久的電力；前民進黨桃園市議員王浩宇表示反對「藻礁公投」，如果第三天然氣接收站興建案如果被取消，未來大潭電廠的兩個新機組因為天然氣供應不足，將無法即時補上用電。民進黨副秘書長林飛帆則表示事故非缺電引起。
當日台電網頁備轉容量顯示為綠燈（10.01%），然而當時興達發電廠發電量僅全台約3.88%，國民黨立法院黨團書記長鄭麗文質疑備轉容量為造假；513停電後幾日，新聞報導顯示備轉容量率為9.02%（黃燈），台電網頁卻仍顯示綠燈（10.01%），ptt網友質疑台電網頁根本未更新；直至5/17停電後翌日（5/18），台電網站才顯示備轉容量為黃燈（7.4%） 。另外，為了緊急供電，原能會跳過既定程序，15日就火速同意核三廠一號機再啟動臨界；在517大停電發生後，反核團體紛紛將焦點指向核三廠未歸隊，引發核能流言終結者創辦人黃士修質疑。（核三廠一號機於5/20併聯發電）
前核四廠廠長王伯輝表示，日本福島核災後，台灣變成「恐懼式反核」；但在接連大停電後，台灣有些人開始深入探討核能及台灣能源政策問題；在他看來，將反核綑綁政治意識形態，對台灣這片土地的未來並不公平。